# Tu je moj dom
Tu je moj dom je drugi studijski album skupine Faraoni. Album je izšel leta 1992 pri založbi D-Look.

## Seznam skladb
| Št. | Naslov                  | Pisec                                            | Dolžina |
| --- | ----------------------- | ------------------------------------------------ | ------- |
| 1.  | „Tu je moj dom‟         | E. Hrovatin/N. Depangher-D. Mislej/E. Hrovatin   | 3:32    |
| 2.  | „Kako si lepa nocoj‟    | C. Krmac/D. Mislej/F. Maraž                      | 3:09    |
| 3.  | „E tristemente‟         | E. Hrovatin/E. Hrovatin-L. Fiorencis/E. Hrovatin | 3:24    |
| 4.  | „Ljubezen odhaja‟       |                                                  | 3:31    |
| 5.  | „Kdo te zdaj ljubi‟     | F. Maraž/T. Jurak/F. Maraž                       | 3:41    |
| 6.  | „Še enkrat nalij‟       |                                                  | 3:27    |
| 7.  | „Ne pozabi nikdar name‟ |                                                  | 3:09    |
| 8.  | „Jutri‟                 |                                                  | 4:35    |
| 9.  | „Bodiva skupaj‟         | N. Depangher/N. Depangher/E. Hrovatin            | 3:07    |
| 10. | „Aiutami a dimenticare‟ | P. Pocecco/P. Pocecco/Faraoni                    | 3:43    |

## Zasedba
Faraoni
- Enzo Hrovatin – kitare, vokal, bas kitara
- Nelfi Depangher – bobni, vokal
- Piero Pocecco – bas kitara, vokal
- Ferdinand Maraž – klaviature, vokal
- Claudio Krmac – vokal, klaviature